# Jaunutis
Jaunutis (polsky: Jawnuta; doslova mladý muž; pokřtěný: Ioann, „Jawnuta“, nebo „Ivan“; cca 1300 – po roce 1366) byl litevský velkokníže panující od smrti svého otce Gediminase v roce 1341 až do roku 1345, kdy byl sesazen svými staršími bratry Algirdasem a Kęstutisem.

## Život
Podle polského historika Jana Tęgowského se narodil pravděpodobně mezi lety 1306 a 1309. Jaunutis nebyl zmíněn v žádných písemných pramenech před Gediminasovou smrtí. Existuje mnoho teorií, proč si Gediminas vybral za svého nástupce Jaunutise, prostředního syna. Uvažuje se, že on byl přijatelným kompromisem mezi pohanskými (Algirdas a Kęstutis) a pravoslavnými (Narimantas, Karijotas, Liubartas) syny Gediminase. Možná, že Jaunutis byl nejstarším synem Gediminasovy druhé manželky. To podle tradice, že se Gediminas oženil dvakrát: s pohankou a ortodoxní kněžnou. Dalším tvrzením je, že žil u Gediminase v době jeho smrti, a tak byl přirozeně jeho nástupcem ve Vilniusu a Litvě.
O letech, kdy Jaunutis vládl, je známo jen velmi málo. Pravděpodobně vládl v míru, protože němečtí rytíři byli vedeni neschopným Ludolfem Königem. Jeho bratři byli mnohem aktivnější: Algirdas napadl Možajsk, Livonský řád a bránil Pskov, Kęstutis pomáhal Liubartasovi v následnických sporech o Haličsko-volyňském knížectví. Bychowiecská kronika zmiňuje, že Jaunutise podpořila Jewna, domnělá manželka Gediminase a matka jeho dětí. Zemřela asi roku 1344 a brzy poté Jaunutis přišel o trůn. Pokud by byl chráněn svojí matkou, byl by to zajímavý příklad vlivu královny matky na pohanské Litvě. Konkrétní příčinou mohl být velký nájezd plánovaný teutonskými rytíři v roce 1345. Jaunutis byl podporován bratrem Narimantasem, který odcestoval k Jani Begovi, chánovi Zlaté Hordy, aby zde uzavřel spojenectví proti Algirdasovi a Kęstutisovi. Jaunutis byl uvězněn ve Vilniusu, ale podařilo se mu uprchnout ke svému švagrovi Semjonovi v Moskvě. Tam byl Jaunutis pokřtěn jako Ioann, ale nepodařilo se mu zde získat pomoc (možná proto, že jeho sestra Aigusta, Simeonova manželka, zemřela téhož roku). Jaunutis a Narimantas se museli usmířit s Algirdasem. Jaunutis se stal izjaslavským knížetem. Předpokládá se, že zemřel asi roku 1366, protože je naposledy zmíněn ve smlouvě s Polskem z roku 1366, ale již nefiguruje ve smlouvě s Livonskem z roku 1367. Měl tři syny, Symeona Zaslavského, Grzegorze Słuckého a Michala Zaslavského. Michal vládl Zaslavsku až do své smrti 12. srpna 1399 v bitvě u řeky Vorskla .